# Synodus usitatus
Synodus usitatus är en fiskart som beskrevs av Cressey, 1981. Synodus usitatus ingår i släktet Synodus och familjen Synodontidae. Inga underarter finns listade i Catalogue of Life.